# 450-es busz (Kecskemét)
A kecskeméti 450-es jelzésű autóbusz a Széchenyi térről indulva érinti a Szent István-várost, majd Széchenyivárost és visszatér a végállomásra. A viszonylatot a Kecskeméti Közlekedési Központ megrendelésére az Inter Tan-Ker Zrt. üzemelteti.

## Története
1967-ben a 3-as buszok a Tanácsháza megállóhelytől – a Méheslaposi iskola érintésével – a Kísérleti Gazdaság megállóhelyig közlekedtek, az alábbi megállóhelyek érintésével:
| Tanácsháza – Méheslaposi iskola – Kísérleti Gazdaság:      | Tanácsháza – Méheslaposi iskola – Kísérleti Gazdaság:                        |
| ---------------------------------------------------------- | ---------------------------------------------------------------------------- |
| - Tanácsháza - Zeneiskola - DÁV - Kuruc tér - Kereszt utca | - Sorompó - Műkert - Park Vendéglő - Méheslaposi iskola - Kísérleti Gazdaság |

2005. október 14-ig a 3-as buszok hurokjáratként közlekednek.
2005. október 15-én beiktattak egy végállomást a Méheslaposi iskolánál, miközben a műkertvárosi hurok megmaradt. Így a végállomás előtti megállóhelyek vonzáskörzetében lakók gyakorlatilag két menetjeggyel juthattak be a belvárosba. Három nappal később – engedve az utazóközönség nyomásának – visszavonták az intézkedést: a 3-as újra hurokjáratként közlekedik.
2006. május 13-tól a 3-as buszok útvonala módosul, a járatok mindkét irányban a Csokor utcán közlekednek. A Széchenyi tér irányában új megállóhelyeket alakítottak ki: Méheslaposi iskola végállomás, Klebelsberg Kúnó utca, Csokor utca, ABC Áruház. Így a járatok a Méheslaposi iskola megállóhelyet nem a korábbi helyen érintik, a Műkert elnevezésű megállóhelyet pedig nem érintik. A járatok Széchenyi téri indulási ideje nem változik, azonban a végállomásokon az autóbuszról le kell szállni, új menetjegyet kell váltani, érvényesíteni. Ezzel a 3-as busz hurokjárati jellege megszűnik. (Ezzel szemben a 25-ös buszok továbbra is változatlan nyomvonalon, hurokjáratként közlekednek.)
Napjainkban a 3-as buszok ismét hurokjáratként üzemelnek.

## Útvonala
| Széchenyi tér ► Műkertváros ► Széchenyi tér ► Széchenyiváros ► Széchenyi tér |
| --- |
| Széchenyi tér vá. – Szilády Károly körút – Kölcsey utca – Dobó István körút – Batthyány utca – Katona József tér – Csányi János körút – Csongrádi út – Kurucz tér – Műkerti sétány – Mártírok útja – Szent István körút – Csokor utca – Klebersberg Kuno utca – Mártírok útja – Műkerti sétány – Csongrádi út – Beniczky utca – Csányi János körút – Koháry István körút – Hornyik János körút – Széchenyi tér – Kápolna utca – Szövetség tér – Ady Endre utca – Balaton utca – Nyíri út – Akadémia körút – Irinyi utca – Kápolna utca – Széchenyi tér vá. |

## Megállóhelyei
Az átszállási kapcsolatok között a Széchenyi tér és Műkertváros között azonos útvonalon közlekedő 3A busz nincs feltüntetve.
| 0  | Széchenyi tér végállomás | induló végállomás |
| 3  | Katona József Színház    | 1, 2, 2A, 2D, 2S, 4, 4A, 4C, 6, 7, 7C, 11, 11A, 12, 13, 13K, 15, 18, 19, 20H, 23, 23A, 28, 32 Helyközi buszok                |
| 4  | Ótemető utca             | |
| 5  | Kurucz tér               | |
| 7  | Műkerti sétány           | |
| 8  | Platán Otthon            | |
| 9  | Gizella tér              | 12D, 25 |
| 10 | Csokor utca              | 12D, 25 |
| 11 | Klebelsberg utca         | 12D, 25 |
| 13 | Kertvárosi iskola        | 12D, 25 |
| 14 | Vadaskert                | 12D, 25 |
| 15 | Platán Otthon            | |
| 16 | Műkerti sétány           | |
| 17 | Kurucz tér               | |
| 18 | Csongrádi úti Óvoda      | |
| 19 | Posta                    | |
| 23 | Széchenyi tér            | 2, 2A, 2D, 2S, 4, 4A, 4C, 5, 6, 7, 7C, 9, 10, 11, 11A, 12, 13, 13D, 13K, 14, 16, 18, 20, 20H, 23, 23A, 28, 29, 34A, 169, 916 |
| 26 | Honvéd Kórház            | 5, 20, 20H |
| 28 | Nyíri úti kórház         | 14D, 20, 20H, 21, 22, 350 |
| 29 | SZTK                     | 14D, 20, 20H, 21, 22, 29, 34A, 350 Helyközi buszok                                                                           |
| 30 | Planetárium              | 14D, 20, 20H, 21, 29, 34, 34A, 350                                                                                           |
| 31 | Aradi Vértanúk tere      | 14D, 20, 20H, 21, 29, 34, 34A, 350 Helyközi buszok                                                                           |
| 32 | Balaton utca             | 10, 20, 20H, 34A |
| 33 | Szent Imre utca          | 4, 10, 14, 20, 20H, 29, 34A                                                                                                  |
| 34 | Szövetség tér            | 20, 20H, 34A |
| 36 | Széchenyi tér végállomás | 2, 2A, 2D, 2S, 4, 4A, 4C, 5, 6, 7, 7C, 9, 10, 11, 11A, 12, 13, 13D, 13K, 14, 16, 18, 20, 20H, 23, 23A, 28, 29, 34A, 169, 916 |